# Villiers-sur-Suize
Villiers-sur-Suize é uma comuna francesa na região administrativa da Champanha-Ardenas, no departamento de Haute-Marne. Estende-se por uma área de 17,55 km². Em 2010 a comuna tinha 265 habitantes (densidade: 15,1 hab./km²).